# Władysław Rubin
Władysław Rubin (Toki, 20 settembre 1917 – Città del Vaticano, 28 novembre 1990) è stato un cardinale e vescovo cattolico polacco.

## Biografia
Nacque a Toki, territorio allora polacco oggi in Ucraina, nell'arcidiocesi di Leopoli, il 20 settembre 1917.

### Formazione e ministero sacerdotale
Dopo aver compiuto gli studi ginnasiali a Ternopil', nel 1935 ottenne la maturità classica. Si iscrisse alla facoltà teologica e alla facoltà di diritto presso l'università "Jan Kazimiers" a Leopoli.
Allo scoppiare della seconda guerra mondiale fu costretto ad interrompere gli studi e venne arrestato e deportato in un campo di lavori forzati in Siberia. Grazie all'interessamento dell'ordinario militare in Polonia Józef Gawlina, che radunava i seminaristi per consentire loro di completare gli studi, fu in grado di ottenere la licenza in teologia presso l'Università "San Giuseppe" di Beirut, in Libano.
Il 30 giugno 1946 fu ordinato presbitero, a Beirut, dall'arcivescovo Rémy-Louis Leprêtre, delegato apostolico in Siria.
Dopo l'ordinazione ricoprì l'incarico di parroco per i molti polacchi che si trovavano a Roumy, in Libano, sfollati a causa della guerra. Fu inoltre insegnante di religione nelle scuole polacche di Beirut, cappellano dell'ospedale e moderatore del sodalizio mariano dei giovani universitari.
Nel 1949 si trasferì a Roma per ulteriori studi: fino al 1952 frequentò la facoltà di diritto canonico presso la Pontificia Università Gregoriana, dove conseguì la laurea con una tesi dal titolo De cura animarum in legislatione synodali Regni Poloniae. Dal 1953 al 1958 fu missionario dei polacchi in Italia. Nel 1959 fu nominato rettore del pontificio collegio polacco a Roma, dove si occupò della formazione dei sacerdoti provenienti dalla Polonia per specializzarsi nelle università romane.

### Ministero episcopale e cardinalato
Il 17 novembre 1964 papa Paolo VI lo nominò vescovo titolare di Serta, vescovo ausiliare di Gniezno e delegato del primate di Polonia per la cura degli emigranti polacchi. Il 29 novembre seguente ricevette l'ordinazione episcopale, nella chiesa di Sant'Andrea al Quirinale a Roma, dal cardinale Stefan Wyszyński, coconsacranti il cardinale Karol Józef Wojtyła (poi papa Giovanni Paolo II) e il vescovo Stefan Bareła.
Dal cardinale Wojtyła ricevette la nomina a rettore della chiesa di Santo Stanislao e dell'omonimo ospizio a Roma, dove svolse la sua attività a favore degli emigrati polacchi nel mondo.
Il 27 febbraio 1967 lo stesso pontefice lo nominò primo segretario generale del Sinodo dei vescovi: nel corso del suo mandato si svolsero cinque assemblee generali.
Nel concistoro del 30 giugno 1979 papa Giovanni Paolo II lo creò cardinale diacono di Santa Maria in Via Lata. Il 12 luglio seguente gli succedette nell'incarico di segretario generale l'arcivescovo Jozef Tomko.
Il 27 giugno 1980 fu nominato prefetto della Congregazione per le Chiese orientali da papa Giovanni Paolo II; succedette al cardinale Paul-Pierre Philippe, dimessosi per raggiunti limiti di età.
Il 30 ottobre 1985 lo stesso papa accolse la sua rinuncia, presentata per motivi di salute; gli succedette il cardinale Duraisamy Simon Lourdusamy.
Fu membro della Pontificia commissione per l'interpretazione dei decreti del Concilio Vaticano II, consultore della Congregazione per l'educazione cattolica, della Congregazione per i vescovi e della Pontificia commissione per la pastorale delle migrazioni e del turismo.
Il 26 novembre 1990 optò per l'ordine dei cardinali presbiteri e la sua diaconia fu elevata a titolo pro illa vice.
Due giorni più tardi, il 28 novembre 1990, morì all'età di 73 anni. Dopo le esequie, celebrate nella basilica di San Pietro in Vaticano da papa Giovanni Paolo II, fu sepolto nella concattedrale del Beato Giacomo Strzemię a Lubaczów.

## Genealogia episcopale
La genealogia episcopale è:
- Cardinale Scipione Rebiba
- Cardinale Giulio Antonio Santori
- Cardinale Girolamo Bernerio, O.P.
- Vescovo Claudio Rangoni
- Arcivescovo Wawrzyniec Gembicki
- Arcivescovo Jan Wężyk
- Vescovo Piotr Gembicki
- Vescovo Jan Gembicki
- Vescovo Bonawentura Madaliński
- Vescovo Jan Małachowski
- Arcivescovo Stanisław Szembek
- Vescovo Felicjan Konstanty Szaniawski
- Vescovo Andrzej Stanisław Załuski
- Arcivescovo Adam Ignacy Komorowski
- Arcivescovo Władysław Aleksander Łubieński
- Vescovo Andrzej Stanisław Młodziejowski
- Arcivescovo Kasper Kazimierz Cieciszowski
- Vescovo Franciszek Borgiasz Mackiewicz
- Vescovo Michał Piwnicki
- Arcivescovo Ignacy Ludwik Pawłowski
- Arcivescovo Kazimierz Roch Dmochowski
- Arcivescovo Wacław Żyliński
- Vescovo Aleksander Kazimierz Bereśniewicz
- Arcivescovo Szymon Marcin Kozłowski
- Vescovo Mečislovas Leonardas Paliulionis
- Arcivescovo Bolesław Hieronim Kłopotowski
- Arcivescovo Jerzy Józef Elizeusz Szembek
- Vescovo Stanisław Kazimierz Zdzitowiecki
- Cardinale Aleksander Kakowski
- Cardinale August Hlond, S.D.B.
- Cardinale Stefan Wyszyński
- Cardinale Władysław Rubin